# Wongungarra River
Der Wongungarra River ist ein Fluss im östlichen Gippsland im australischen Bundesstaat Victoria.
Er entspringt unterhalb des Mount Saint Bernard in den Barry Mountains, einem Teil der Great Dividing Range in einer Höhe von 1430 m und fließt nach Süden.  Er mündet nach 66 km bei Crooked River auf einer Höhe von 236 m in den Wonnangatta River.
Seine Nebenflüsse sind der Mount Selwyn Creek, der Blue Rag Creek, der Big Running Creek, der Little Running Creek, der Crooked River und der Jungle Creek.